# Muhammad III di Granada
Abū ʿAbd Allāh Muḥammad ibn Muḥammad (in arabo أبو عبد الله محمد بن محمد‎?), detto al-Makhlūʿ (in arabo المخلوع‎?, "il Deposto" per via della sua breve parentesi al potere) (Granada, 15 agosto 1257 – Alhambra, 21 gennaio 1314) è stato il terzo sultano nasride del Sultanato di Granada e ricoprì tale ruolo dal 1302 al 1309.
Salì al trono di Granada dopo la morte di suo padre Muhammad II, che secondo alcune voci fu dovuta a un avvelenamento causato proprio da Muhammad III. Il nuovo sultano si distinse presto per una personalità assai complessa e controversa, caratterizzata da un'incredibile crudeltà combinata a grande raffinatezza, cultura e passione per l'arte e la poesia. Con il passare degli anni diventò ipovedente, evento il quale lo costrinse a delegare molti compiti politici ad alti funzionari, in particolare al potente visir Ibn al-Hakim al-Rundi.
Muhammad III ereditò una guerra ancora in corso contro la Castiglia. Forte dei recenti successi militari conseguiti da suo padre, riuscì a espandere ulteriormente il territorio di Granada quando conquistò Bedmar nel 1303. Negoziò un trattato con la Castiglia l'anno successivo, ai sensi del quale le conquiste di Granada furono riconosciute a patto che Muhammad giurasse fedeltà al re nemico, Ferdinando IV, cosa che fece rendendogli omaggio. Muhammad cercò inoltre di inglobare entro i suoi domini Ceuta, nel Nord Africa. Per raggiungere questo obiettivo, incoraggiò prima la città a insorgere contro i suoi governanti merinidi nel 1304, e poi, due anni dopo, invase e conquistò lui stesso la città. Ciò permise a Granada di controllare entrambi i lati dello stretto di Gibilterra, poiché il lato europeo già faceva parte del sultanato. Ciò allarmò i tre vicini più grandi di Granada, ovvero la Castiglia, i Merinidi e l'Aragona, che alla fine del 1308 avevano formato una coalizione contro Granada. Le tre potenze si stavano preparando a muovere guerra contro Granada quando Muhammad III fu deposto con un colpo di stato di palazzo. La sua politica estera e i suoi passati ammiccamenti alle potenze cristiane lo avevano reso decisamente impopolare agli occhi dei nobili granadini, e il visir Ibn al-Hakim, che a causa della quasi cecità di Muhammad ormai diventato il sultano de facto, fu scacciato dalla corte e giustiziato. Il sovrano deposto venne rimpiazzato dal fratellastro Nasr il 14 marzo 1309. A Muhammad fu permesso di vivere ad Almuñécar, ma, in seguito a un tentativo dei suoi seguaci di rovesciare Nasr, egli fu condannato a morte cinque anni più tardi all'Alhambra.
A differenza dei lunghi regni di suo padre e suo nonno, Muhammad I, il regno di Muhammad III si rivelò notevolmente effimero; in seguito fu conosciuto con l'epiteto di al-Makhlu' ("il Deposto"). A lui si deve la costruzione della Grande Moschea dell'Alhambra (poi distrutta da Filippo II nel XVI secolo) e del Palazzo Partal all'interno dell'Alhambra. Supervisionò inoltre la costruzione dei vicini bagni pubblici, grazie alle cui entrate finanziò la realizzazione della moschea. Divenne infine noto per il suo senso dell'umorismo e per la composizione di diverse liriche, due delle quali sono conosciute perché integralmente trasposte nell'opera di Ibn al-Khatib intitolata Al-Lamha.

## Contesto storico

Il Sultanato di Granada nel 1306 sotto Il governo di Muhammad III

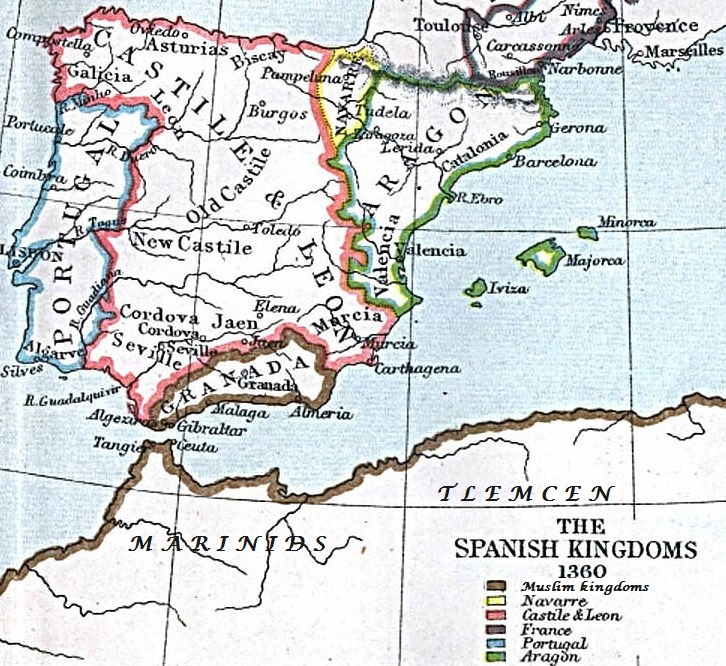
Granada ("confini marroni nell'Iberia meridionale") e i suoi vicini nel 1360. I confini potrebbero differire leggermente da quelli durante il regno di Muhammad III

Al-Andalus, ovvero la porzione di penisola iberica in possesso dei musulmani, era governata da numerosi piccoli regni o taifa dopo la disgregazione del Califfato almohade avvenuta all'inizio del XIII secolo. Tra il 1230 e il 1240, il nonno di Muhammad III, Muhammad I, fondò un nuovo Stato musulmano, inizialmente circoscritto nei dintorni della sua città natale Arjona e poi sviluppatosi fino a diventare il Sultanato di Granada. Prima della metà del secolo, i regni cristiani in Iberia, in particolare la Castiglia, accelerarono la loro espansione nell'ambito della cosiddetta Reconquista a spese dei musulmani. Tre le conseguenze di queste campagne, Granada finì per diventare l'ultima entità politica musulmana indipendente della penisola. Attraverso una combinazione di manovre diplomatiche e militari, il regno riuscì a preservare la sua indipendenza, nonostante fosse circondato da due vicini più grandi, la Castiglia a nord e il Sultanato merinide musulmano, il quale si estendeva in Marocco. Sotto il regno di Muhammad I e del suo successore Muhammad II, Granada portò avanti una politica di versatilità e frequenti cambiamenti di alleanze, entrando in guerra alternativamente al fianco di una tra le potenze sopraccitate o incoraggiando uno stato di lotta costante tra di loro, al fine di continuare a preservare la propria indipendenza. Di tanto in tanto, i due primi sultani di Granada giurarono fedeltà e versarono dei tributi ai re di Castiglia, i quali costituirono un'importante fonte per l'erario del monarca cristiano. Nell'ottica della Castiglia, Granada era a tutti gli effetti un vassallo, mentre le fonti musulmane non parlano mai di un rapporto bilaterale simile; nei fatti, Muhammad I dichiarò talvolta la sua obbedienza nominale ad altri sovrani musulmani.

## Biografia

### Primi anni di vita

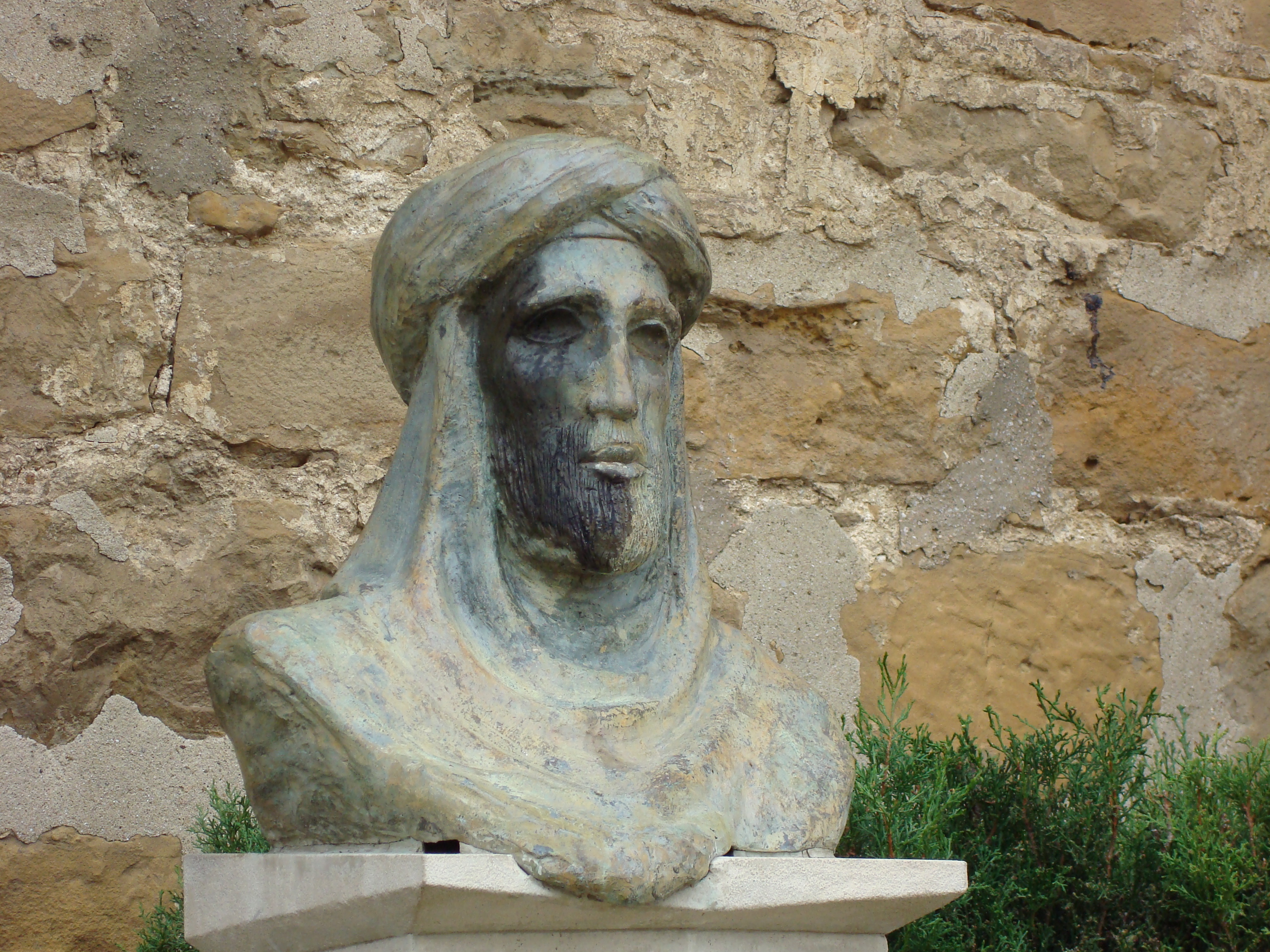
Busto dedicato al fondatore del Sultanato di Granada Muhammad I (1195-1273) conservato nella sua città natale, Arjona. Il nipote omonimo, il futuro Muhammad III, nacque quando il nonno era ancora al potere

Muhammad ibn Muhammad nacque il 15 agosto 1257 (mercoledì 3 Shaban del 655 AH) a Granada. Suo padre era il futuro Muhammad II, mentre sua madre era la cugina di primo grado di suo padre (cosiddetto matrimonio bint 'amm). Appartenevano alla famiglia dei Nasridi, nota anche come Banu Nasr o Banu al-Ahmar. Secondo lo storico e visir di Granada Ibn al-Khatib, vissuto nel XIV secolo, la famiglia discendeva da un importante compagno del profeta Maometto noto come Sa'd ibn 'Ubada della tribù dei Banū Khazraj. Sempre stando a Ibn al-Khatib, i discendenti di Sa'd emigrarono in Spagna e si stabilirono ad Arjona dandosi all'agricoltura. Il piccolo Muhammad nacque quando al potere c'era ancora suo nonno, Muhammad I, il fondatore della dinastia nasride. All'inizio dello stesso anno, suo padre fu nominato erede del sultanato. Muhammad III aveva una sorella, Fatima, nata nel 1260 circa dalla stessa madre. Il loro padre aveva una seconda moglie, una donna cristiana di nome Shams al-Duha, che era la madre del loro fratellastro molto più giovane Nasr (nato nel 1287). Loro padre, conosciuto anche con l'epiteto di al-Faqih ("il giurisperito") in virtù della sua grande erudizione e cultura, incoraggiò l'educazione dei suoi figli. Grazie a questi sforzi, Muhammad si appassionò e si dedicò intensamente alla poesia, mentre Fatima studiò il barnamaj (l'insieme di biobibliografie di studiosi islamici) e infine Nasr si interessò all'astronomia.
Quando non era ancora afflitto da problemi alla vista, il futuro Muhammad III era solito leggere fino a tarda notte. Fu nominato erede (wali l-'ahd) durante il sultanato di suo padre e si occupò degli affari di Stato. In qualità di principe ereditario, quasi giustiziò il katib (segretario) di suo padre Ibn al-Hakim (peraltro futuro visir di Muhammad III), perché si diceva che il katib avesse fatto circolare a corte dei versi satirici critici verso la dinastia regnante di Granada i quali suscitarono l'ira del principe. Ibn al-Hakim sfuggì alla punizione nascondendosi in edifici abbandonati finché la rabbia del principe non si placò.

### Sultanato

#### Ascesa

L'Alhambra, a Granada, vista di notte, la fortezza da cui i sultani di Granada esercitavano il potere

Poco prima della sua morte, Muhammad II eseguì una vittoriosa campagna contro la Castiglia, approfittando della concomitante guerra in cui questa era impegnata contro l'Aragona e della giovanissima età del re castigliano, Ferdinando IV. Muhammad II sbaragliò l'esercito castigliano nella battaglia di Iznalloz nel 1295 e conquistò alcune città di confine, tra cui Quesada nel 1295 e Alcaudete nel 1299. Nel settembre del 1301, Muhammad strinse in chiave anti-castigliana un accordo militare con l'Aragona, il quale riconosceva la legittimità delle rivendicazioni territoriali di Granada su Tarifa, un importante porto situato sullo stretto di Gibilterra conquistato dalla Castiglia nel 1292. Tale intesa fu ratificata nel gennaio 1302 e Muhammad II avviò i preparativi per la spedizione bellica, ma morì l'8 aprile 1302 (8 Shaban 701 AH) prima che la campagna potesse avere luogo.
Muhammad II, rimasto ventinove anni al potere, fu subito succeduto da suo figlio Muhammad III all'età di circa quarantacinque anni. Secondo alcune malelingue, riferite dallo storico medievale Ibn al-Khatib, pare che Muhammad III, forse impaziente di assumere il potere, uccise suo padre avvelenandolo, malgrado si tratti di un'ipotesi tutt'altro che certa. Un aneddoto riferisce che, durante la sua cerimonia di insediamento, un poeta disse: «Per chi vengono spiegate le bandiere oggi? Per chi marciano le truppe sotto i loro stendardi?». Muhammad replicò con una battuta: «Per questo sciocco che potete vedere davanti a tutti voi».

#### Pace con la Castiglia e l'Aragona
Inizialmente, Muhammad III proseguì la guerra di suo padre contro la Castiglia, portò avanti l'alleanza con Aragona e i Merinidi e prestò sostegno ad Alfonso de la Cerda, un pretendente al trono castigliano. Spedì poi un'ambasciata al sultano merinide guidata dal suo visir Abu Sultan Aziz ibn al-Mun'im al-Dani, oltre a prestare al marocchino, intento ad assediare gli Zayyanidi d'Algeria a Tlemcen, un contingente di arcieri granadini esperti. L'11 aprile, Muhammad scrisse al re aragonese Giacomo II informandolo della morte del padre e riferendo della sua amicizia con Giacomo II e Alfonso de la Cerda. Sul fronte castigliano, le truppe granadine guidate da Hammu ibn Abd al-Haqq ibn Rahhu presero Bedmar, vicino a Jaén, così come i castelli nei dintorni, due settimane dopo l'ascesa al trono di Muhammad III. Dopo la conquista, mandò la moglie dell'alcaide (il castellano) della città, María Jiménez, dal sultano merinide. Il 7 febbraio 1303, Granada e Aragona conclusero un trattato di pace dalla durata annuale. Sempre nel 1303, Muhammad dovette affrontare una ribellione fomentata dal suo parente Abu al-Hajjaj ibn Nasr, governatore di Guadix. Soppressa rapidamente l'insurrezione, il sultano comandò che Abu al-Hajjaj fosse giustiziato da un altro parente, scelto probabilmente per inviare un messaggio.

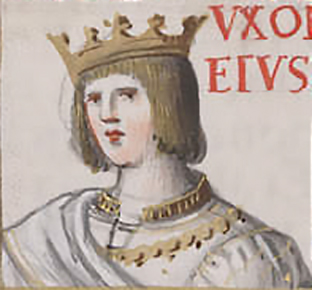
Ferdinando IV di Castiglia (1285-1312), contemporaneo di Muhammad e in tempi diversi suo nemico, alleato e signore supremo

Muhammad III aprì quindi i negoziati di pace con la Castiglia. Nel 1303, quest'ultima inviò a Granada una delegazione diretta dal cancelliere reale Fernando Gómez de Toledo. La Castiglia si offrì di soddisfare quasi tutte le richieste di Granada, inclusa la cessione di Bedmar, Alcaudete e Quesada. Tarifa, uno degli obiettivi principali di Granada, doveva rimanere in mano alla Castiglia e, in cambio, Muhammad avrebbe accettato il rapporto di vassallaggio rispetto a Ferdinando e di pagare il parias (tributo), un tipico accordo di pace tra i due regni. Il trattato fu concluso a Cordova nell'agosto del 1303 e sarebbe durato tre anni. Nel 1304, l'Aragona concluse anche il conflitto con la Castiglia con il trattato di Torrellas e i due regni riconobbero la validità dell'intesa tra Granada e Castiglia, circostanza la quale estese la pace tra i tre Stati lasciando invece isolati i Merinidi.
L'accordo, assieme alla conseguente alleanza stipulata con Castiglia e Aragona, concesse a Granada un momento di pace e le permise di vantare una posizione dominante nello stretto di Gibilterra. Tuttavia, non tutti i dissapori vennero dissipati, poiché molti non erano contenti dell'alleanza con i cristiani, in particolare i Volontari della Fede, un corpo militare composto da guerrieri del Nord Africa e attivo a Granada per combattere la jihad (la guerra religiosa contro gli "infedeli" cristiani). Muhammad III successivamente congedò 6 000 delle sue truppe nordafricane. Il sultanato merinide si dimostrò preoccupato per l'isolamento geopolitico a cui sembrava essere stato costretto. L'Aragona, pur facendo parte della coalizione, era preoccupata delle strette relazioni in corso tra Castiglia e Granada, in quanto temeva che i commerci aragonesi nello stretto di Gibilterra sarebbero stati praticamente azzerati. Il re aragonese Giacomo II inviò dunque un emissario, Bernat de Sarrià, al sultano merinide Abu Yaqub Yusuf, al fine di negoziare, malgrado le trattative si conclusero con un nulla di fatto.

#### La conquista di Ceuta e le sue ripercussioni

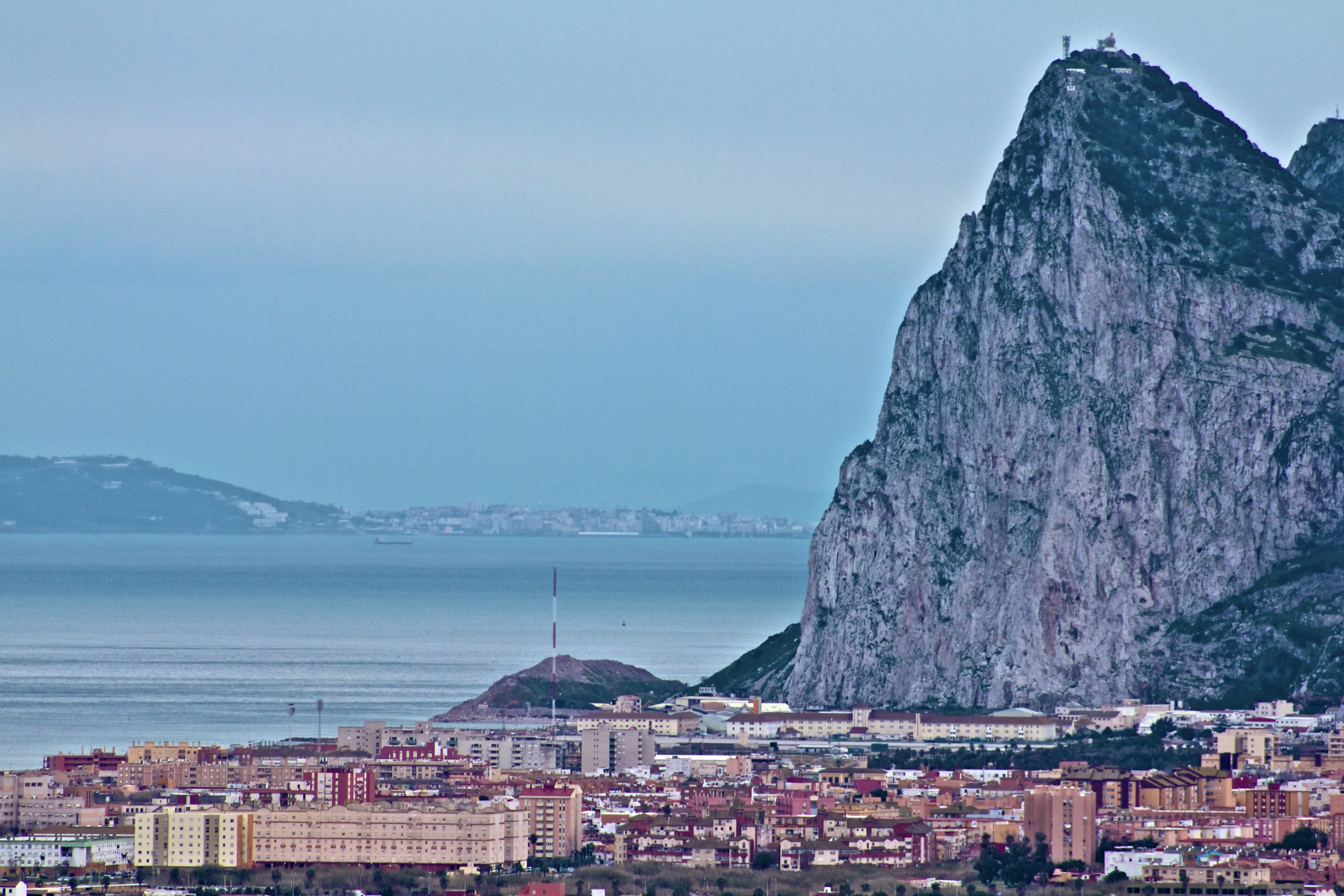
Gibilterra in primo piano e Ceuta, vista in lontananza sullo sfondo, dal lato africano dello stretto. La distanza in linea d'aria tra le due città è pari a 22,5 km. Poiché Gibilterra già faceva parte del Sultanato di Granada, Muhammad III sognava di acquisire anche il dominio su Ceuta, in maniera tale da assicurarsi il controllo di entrambi i lati dello stretto

Approfittando della pace con le potenze cristiane, Muhammad puntò a espandersi prendendo di mira Ceuta, situata sul lato nordafricano dello stretto di Gibilterra. La lotta per il possesso dello stretto, fondamentale per controllare il passaggio di merci e scambi tra la penisola iberica e il Nord Africa, coinvolse a più riprese la politica di Granada, oltre che della Castiglia e dei Merinidi, fino alla metà del XIV secolo. Nel 1304, gli abitanti di Ceuta dichiararono l'indipendenza dai Merinidi, guidati dai nobili della famiglia degli Azafidi. Alcuni aristocratici granadini come Abu Said Faraj, governatore di Malaga e cognato di Muhammad, avevano incoraggiato la ribellione. Abu Yaqub si trovava frattanto impegnato in una guerra contro il suo vicino orientale, il Regno di Tlemcen degli Zayyanidi, motivo per cui non fu in grado di intraprendere alcuna contromossa concreta. Nel maggio 1306, Granada inviò una flotta per espugnare Ceuta, capeggiata dagli Azafidi. Le loro forze sbarcarono anche nei porti merinidi di Ksar es-Seghir, Larache e Asilah, occupando quei porti atlantici. Nel frattempo, un principe merinide dissidente, Uthman ibn Abi al-Ula, fomentò lo scoppio di una rivolta, si insediò in un'area montuosa nel nord del Marocco e si alleò con Granada. Abu Yaqub fu assassinato il 10 maggio 1307 e gli successe suo nipote Abu Thabit 'Amir. Uthman rispose dichiarandosi sultano nel maggio o giugno del 1307, mentre Abu Thabit pose fine all'assedio di Tlemcen compiuto da suo nonno e tornò in Marocco con le sue truppe.
Abu Thabit riprese Ksar es-Seghir e Asilah da Granada, mentre sottrasse Tangeri a Uthman dopo averlo sconfitto in una battaglia. Uthman chiese asilo a Granada, dove fu accolto e divenne comandante dei Volontari della Fede. Abu Thabit inviò degli emissari a Muhammad III chiedendogli di rinunciare all'appena conquistata Ceuta e preparandosi al contempo ad assediare la città. Tuttavia, morì a Tangeri il 28 luglio 1308 e gli successe il fratello Abu al-Rabi' Sulayman, dimostratosi pronto ad accettare una tregua e a lasciare Ceuta sotto il controllo di Muhammad. La conquista di Ceuta, unita alla supremazia vantata su Gibilterra e Algeciras, concesse a Granada un saldissimo controllo dello stretto, evento che allarmò i vicini, i quali iniziarono a considerare l'ipotesi di costituire una coalizione avversa.

#### Ascesa di Ibn al-Hakim
Durante il regno di Muhammad III, il suo visir Abu Abdallah ibn al-Hakim al-Rundi accumulò sempre più potere e alla fine divenne l'uomo più influente del regno, eclissando perfino lo stesso sultano. Non è chiaro esattamente quando o come assunse tale posizione di forza, ma ciò fu dovuto in parte alla cecità (o ai problemi di vista) che iniziarono ad affliggere il sultano. La sua problematica si rivelò abbastanza seria, considerando che fu costretto a delegare molti dei compiti prima da lui eseguiti. Originario di Ronda e discendente da un ramo cadetto dell'antica dinastia abbadide, era entrato a corte in veste di katib (segretario) nel 1287 durante il regno di Muhammad II e aveva poi scalato le gerarchie raggiungendo il grado più alto della cancelleria. Muhammad III gli concesse di continuare la sua scalata e lo nominò co-visir in servizio con Al-Dani, il visir di suo padre. Il vecchio visir voleva farsi affiancare da Atiq ibn al-Mawl, un qa'id (capo militare) la cui famiglia era imparentata con i Nasridi, augurandosi che gli sarebbe subentrato come unico visir alla sua morte. Tuttavia, dopo la morte di Al-Dani nel 1303, Muhammad III nominò comunque Ibn al-Hakim visir. Poiché rivestiva le due potenti cariche di visir e katib, egli ricevette il titolo di dhu al-wizaratayn ("detentore dei due visirati"). Fu lui a firmare il trattato del 1303 con la Castiglia a Cordova in nome di Muhammad III, e quello che visitò Ceuta dopo la sua conquista da parte di Granada al posto del sultano. Man mano che il suo potere cresceva, i poeti di corte iniziarono a dedicare i loro versi a lui piuttosto che al sultano, e lui visse uno stile di vita lussuoso nel suo palazzo.

#### Coalizione contro Granada

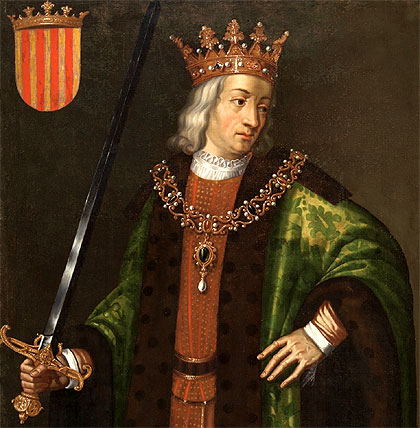
Re Giacomo II d'Aragona. Malgrado quest'ultimo avesse stretto la pace con i Nasridi di Granada, cercò comunque di contrastarli e, nel 1308, strinse un'alleanza con la Castiglia e i Merinidi in chiave anti-granadina

Nonostante gli sforzi volti a dissipare i suoi timori da parte del visir Al-Dani di Granada, l'Aragona continuò a impegnarsi in una politica diplomatica anti-granadina. Questi culminarono il 19 dicembre 1308, quando Aragona e Castiglia conclusero il trattato di Alcalá de Henares. I regni cristiani si convinsero a colpire Granada, senza siglare una pace separata e studiando come spartirsi i loro territori. L'Aragona avrebbe guadagnato un sesto del regno, mentre la Castiglia il resto. Giacomo II strinse altresì un patto con il sultano Abu al-Rabi, offrendosi di mettere a disposizione delle galee e dei cavalieri per i Merinidi al fine di sostenere la riconquista di Ceuta; in cambio si richiedeva il pagamento di un tributo a cadenze fisse, nonché l'assegnazione delle ricchezze riottenute durante la presa della città.
Le tre potenze si presentavano alla stregua di «uno schieramento devastante di nemici», stando alle parole dello storico Leonard P. Harvey. Forti della collaborazione dei Merinidi, i due regni cristiani chiesero a papa Clemente V di proclamare una crociata e di consentire di incamerare le decime, le quali altrimenti sarebbero state assegnate alla Chiesa. Tali garanzie vennero comunicate e concesse tra marzo e aprile del 1309. La preparazione navale dell'Aragona fu notata da Granada e, alla fine del mese di febbraio del 1309, Muhammad III domandò spiegazioni a Giacomo II sullo scopo di tali manovre. Giacomo II rispose il 17 marzo, assicurando a Granada che stava preparandosi a conquistare la Sardegna. Nel frattempo, il Gran maestro dell'Ordine di Calatrava aveva già attaccato il territorio granadino e il vescovo di Cartagena espugnò Lubrín il 13 marzo. Il governatore nasride di Almería rispose arrestando i mercanti catalani stanziati nella sua città e confiscò i loro beni, mentre i granadini fuggirono e preparato per la guerra.

### Esautorazione e ultimi anni
Con i tre vicini di Granada schierati contro di essa, Muhammad III divenne altamente impopolare in patria. Il 14 marzo 1309 (in occasione dell'Id al-fitr, il 1º Shawwal del 708 AH), Muhammad finì deposto durante un colpo di stato di palazzo. In quell'occasione, il visir Ibn al-Hakim venne giustiziato. La congiura coinvolse il rivale politico del visir Atiq ibn al-Mawl, un gruppo di aristocratici granadini che preferivano il fratellastro ventunenne di Muhammad, Nasr, e l'infuriato popolo di Granada. Era chiaro che il visir deteneva il potere effettivo, ma ciò che lo rese inviso agli abitanti furono la sua politica e il suo stile di vita stravagante. I granadini saccheggiarono i palazzi del sultano e del visir; il visir fu ucciso personalmente da Atiq ibn al-Mawl. A Muhammad III fu permesso di vivere, ma fu costretto ad abdicare in favore di Nasr; su sua richiesta, la sua abdicazione venne formalmente testimoniata da diversi faqih (giuristi islamici). Inizialmente visse nell'Alcázar Genil, appena fuori dalla capitale; secondo un aneddoto, un corvo lo seguì fin lì dall'Alhambra reale. Dopo un breve periodo dovette trasferirsi ad Almuñécar, sulla costa.
Nel novembre del 1310, si verificò un infruttuoso tentativo promosso dal consiglio reale di Granada di restaurare Muhammad III quando Nasr era gravemente malato. In quell'occasione, i sostenitori del vecchio e cieco Muhammad III lo condussero urgentemente da Almuñécar su una lettiga alla corte. Tuttavia, quando arrivò, Nasr si era ripreso e il tentativo di rovesciare il nuovo sultano fallì. Muhammad III finì poi imprigionato nel Dar al-Kubra ("La Casa Mayor", ovvero la "Grande Casa") dell'Alhambr, dove si vociferò che fosse stato ucciso. Le false dicerie relative al suo assassinio risultarono uno dei fattori che motivarono la ribellione guidata da Abu Said Faraj e suo figlio Ismaʿil, evento che alla fine portò alla deposizione dello stesso Nasr e all'ascesa al trono di Ismaʿil, divenuto noto dal 1314 come Ismaʿil I. Mentre Nasr era alle prese con la rivolta di Ismaʿil, un'altra insurrezione si verificò nel dicembre 1313 o nel gennaio 1314 a Granada con l'intenzione di ripristinare al potere Muhammad III. Secondo lo storico Francisco Vidal Castro, ciò probabilmente indusse Nasr a uccidere il suo fratellastro; in alternativa, l'omicidio avvenne sperando di lanciare un segnale forte volto a stroncare la ribellione o a titolo di punizione, una volta che i tumulti si placarono. Ad ogni modo, Muhammad III fu annegato in una vasca del Dar al-Kubra il 21 gennaio 1314 (lunedì 3 Shawwal 713 AH). Fu sepolto sulla collina di Sabika, nell'Alhambra, insieme a suo nonno Muhammad I.

## Personalità

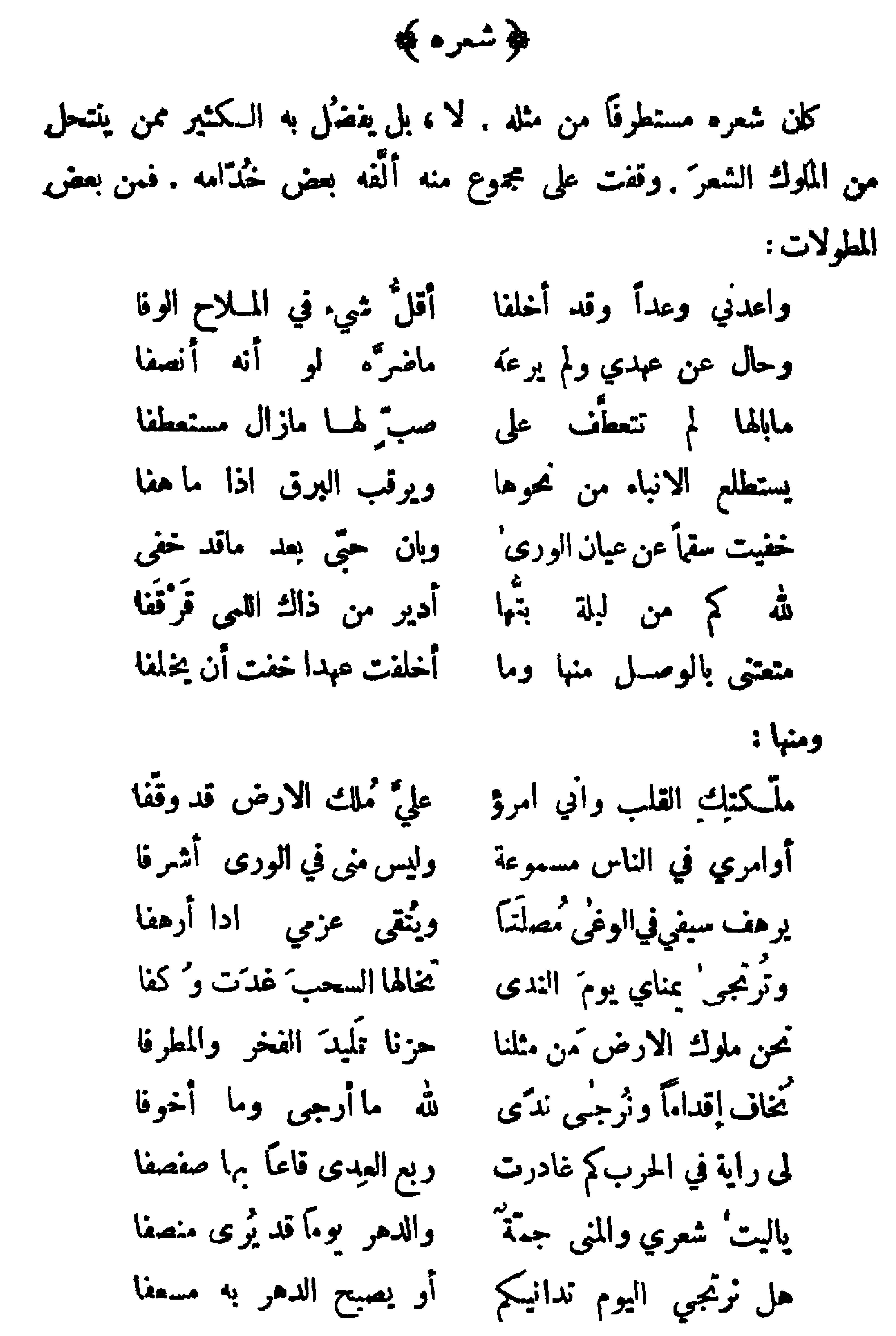
Due poesie scritte da Muhammad III e citate nell'opera intitolata Al-Lamha di Ibn al-Khatib (in foto è mostrata l'edizione del 1928 o del 1929). La lirica citata nell'articolo corrisponde a sette righe (separate a metà) nella metà superiore della pagina

Ibn al-Khatib, che scrisse storie e poesie nella metà del XIV secolo, riteneva che Muhammad III fosse stato governato da impulsi contrastanti. Ibn al-Khatib raccontò una storia di cui venne a conoscenza relativa all'irragionevole crudeltà di Muhammad III: all'inizio del suo sultanato, egli imprigionò le guardie di suo padre nelle segrete sotterranee dell'Alhambra, chiudendole a chiave e minacciando di morte chiunque avesse tentato di aiutarle. Ciò continuò finché alcuni prigionieri furono costretti a cibarsi dei loro compagni morti. Quando essi iniziarono a gridare chiedendo cibo e acqua, una guardia li compatì e gettò loro un po' di pane. Muḥammad III tagliò la gola della guardia nei pressi delle celle carcerarie, al che il sangue penetrò verso le celle dei prigionieri. Un'accusa non confermata menzionata da Ibn al-Khatib afferma che avrebbe ucciso suo padre. Oltre alla crudeltà, era conosciuto per la sua elevata cultura e come molti monarchi di Al-Andalus, amava particolarmente la poesia. Una qaṣīda da lui composta è stata riportata per intero nell'Al-Lamha di Ibn al-Khatib.
quanta poca lealtà hanno le donne!
Ha rinnegato la sua promessa e non l'ha mantenuta;
non l'avrebbe fatto se fosse stata corretta!
Come mai non mostra alcuna comprensione
per un'amante bramoso che non smette mai di ricercare il suo affetto,
che si informa molto su di lei
e che contempla il fulmine quando genera un bagliore?
Ho celato il mio malessere agli occhi degli uomini,
ma il mio amore è divenuto palese dopo essere stato represso.
Oh, quante notti ho passato a bere
il vino di quelle adorabili labbra!
[Ora] mi è stata negata la sua compagnia,
senza violare un impegno,
che temo lei abbia infranto.»
Era inoltre noto per il suo senso dell'umorismo, come attestato ad esempio dalla risposta umoristica e autoironica data a un poeta che si espresse durante la solenne cerimonia della sua ascensione.

## Giudizio storiografico

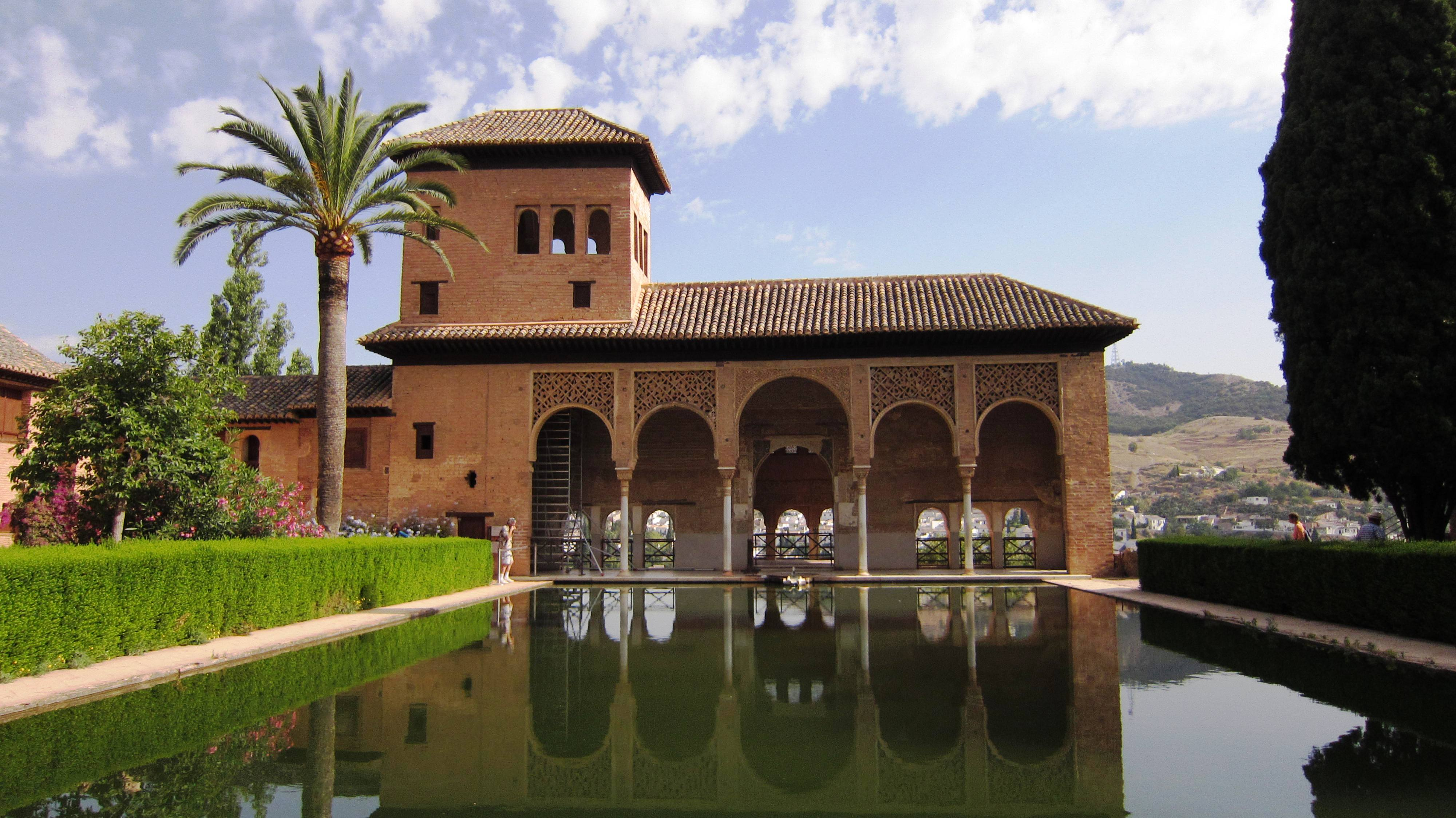
Il Palacio del Partal dell'Alhambra, la cui costruzione è attribuita a Muhammad III

A causa della sua cecità, fu spesso estromesso dalle questioni politiche, evento il quale consentì per un certo periodo al visir Ibn al-Hakim di esercitare la sua autorità in maniera illimitata. Oltre a Ibn al-Hakim, i suoi principali funzionari includevano Abu Sultan Aziz ibn al-Mun'im al-Dani (co-visir fino alla morte nel 1303), Hammu ibn Abd al-Haqq (comandante dei Volontari della Fede), e Uthman ibn Abi al-Ula (comandante dei Volontari di Malaga). Suo cognato e cugino-zio Abu Said Faraj fu governatore di Malaga. Nell'ambito della giustizia, dopo la morte del giudice supremo di suo padre (qadi al jama'a) Muhammad ibn Hisham, nel 1304 o 1305, Muhammad nominò Abu Ja'far Ahmad al-Qurashi, conosciuto anche come Ibn Farkun. La seconda più alta carica giudiziaria, quella del qadi al-manakih ("giudice dei matrimoni"), era ricoperta dal nordafricano Muhammad ibn Rushayd, il quale fu in vita anche imam e khaṭīb della grande moschea di Granada.
Muhammad III ordinò la costruzione della grande moschea (al-masjid al-a'ẓam) dell'Alhambra, il palazzo reale e il complesso della fortezza dei Nasridi. Le fonti musulmane descrivono l'eleganza di questa moschea, oggi non sopravvissuta poiché Filippo II la rimpiazzò con la chiesa di Santa Maria dell'Alhambra nel 1576. Decorata con colonne e bracieri sospesi, il sultano concesse alla moschea una rendita perpetua (waqf) attinta dagli introiti pagati per l'ingresso ai bagni pubblici fatti costruire nelle vicinanze. Curò inoltre la realizzazione di altri edifici nell'Alhambra, incluso in particolare il Palazzo Partal.

## Rilevanza storica

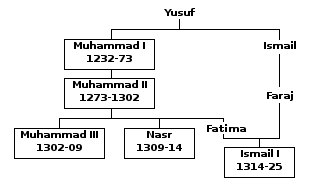
Albero genealogico dei primi Nasridi

A differenza di Muhammad I e Muhammad II, che godettero di regni lunghi e stabili, Muhammad III fu deposto dopo sette anni. Gli storici gli conferirono l'epiteto al-Makhlu' ("il deposto"), con il quale si finì per identificare soltanto lui malgrado furono deposti anche vari dei suoi successori.
Il suo successore e fratellastro Nasr ereditò la guerra contro la triplice alleanza merinide-castigliano-aragonese. L'Aragona fu sonoramente sconfitta nell'ambito dell'assedio di Almeria del 1309, mentre la Castiglia fu respinta ad Algeciras nel gennaio del 1310, ma Nasr ebbe meno fortuna sugli altri fronti. Alla fine, per ottenere la pace, dovette restituire Ceuta ai Merinidi e Quesada e Bedmar alla Castiglia, rinunciando alla maggior parte delle conquiste territoriali compiute da Muhammad III. Dovette infine cedere Algeciras ai Merinidi e perse il possesso della punta meridionale dello stretto in seguito al primo assedio di Gibilterra in favore della Castiglia. Come detto, Nasr fu a sua volta deposto dal nipote Ismaʿil I nel 1314.
La caduta di Muhammad III e Nasr, unita alla loro morte senza avere avuto eredi, comportò anche la fine della linea di discendenza maschile di Muhammad I, il fondatore della dinastia. Ismaʿil I e i successivi sultani discendevano infatti da Fatima, la figlia di Muhammad II e suo marito Abu Said Faraj (nipote di Muhammad I), un nasride di un altro ramo. Il Sultanato di Granada resisterte come unico Stato musulmano in Spagna per quasi altri due secoli, fino alla guerra di Granada del 1492 che completò il processo di Reconquista della penisola iberica.

### Esplicative
1. ↑  Harvey (1992), p. 163, citando Ibn al-Khatib: «Si è diffusa la diceria secondo cui [Muhammad II] fosse stato avvelenato da un dolce datogli dal suo erede»; Kennedy (2014), p. 285: «Si è sostenuto che [Muhammad III] avesse davvero avvelenato suo padre».
2. ↑  Le fonti variano nel descrivere il grado della sua cecità o dei suoi problemi di vista. Harvey (1992), p. 166 ha sostenuto che era semplicemente «miope», mentre Vidal Castro ha affermato che era «casi ciego» (quasi cieco). Dal canto suo, Rubiera Mata (1969), p. 111 ha scritto che «... se quedó ciego» (divenne cieco), e infine Fernández-Puertas (1997), p. 4 si è riferito a lui come «il... cieco Muhammad III». Due fonti in particolare, ovvero Harvey (1992), p. 166 e Vidal Castro, hanno sottolineato la sua abitudine delle letture notturne come possibile causa dei suoi problemi alla vista. Il secondo autore ha ipotizzato anche la possibilità di un fattore genetico, poiché anche suo padre aveva avuto problemi di vista.

### Bibliografiche
1. 1 2 3 4 5 6 7 8 9 10 11 12 13 14 15 16 17 18 19 20  Vidal Castro.
2. ↑  Latham e Fernández-Puertas (1993), p. 1020.
3. ↑  Harvey (1992), pp. 9, 40.
4. ↑  Harvey (1992), pp. 160, 165.
5. ↑  O'Callaghan (2013), p. 456.
6. ↑  Harvey (1992), pp. 26-28.
7. 1 2 3  Boloix Gallardo (2017), p. 166.
8. 1 2 3  Rubiera Mata (1996), p. 184.
9. ↑  Harvey (1992), pp. 28-29.
10. ↑  Catlos (2018), p. 343.
11. ↑  Rubiera Mata (1969), pp. 108-109, nota 5.
12. ↑  Rubiera Mata (1969), p. 108.
13. ↑  Harvey (1992), pp. 162-163.
14. 1 2  Harvey (1992), p. 163.
15. ↑  Harvey (1992), pp. 163, 166.
16. 1 2 3  Kennedy (2014), p. 285.
17. ↑  Harvey (1992), pp. 165-166.
18. 1 2 3  O'Callaghan (2011), p. 118.
19. ↑  Arié (1973), pp. 84-85.
20. 1 2  Arié (1973), p. 84.
21. ↑  Arié (1973), p. 85, nota 2.
22. 1 2 3 4 5  Harvey (1992), p. 167.
23. ↑  Arié (1973), p. 85.
24. 1 2  Arié (1973), p. 89.
25. 1 2  Harvey (1992), p. 170.
26. ↑  Harvey (1992), pp. 167-168.
27. ↑  (EN) Edward Lipiński, Itineraria Phoenicia, Peeters Publishers, 2004,  p. 422, ISBN 978-90-42-91344-8.
28. 1 2 3 4 5 6  O'Callaghan (2011), p. 121.
29. ↑  Carrasco Manchado (2009), p. 401.
30. 1 2  Harvey (1992), p. 169.
31. 1 2 3 4  Arié (1973), p. 87.
32. ↑  Arié (1973), pp. 87-88.
33. 1 2  O'Callaghan (2011), p. 122.
34. ↑  Rubiera Mata (1969), p. 111.
35. ↑  Rubiera Mata (1969), pp. 107-108.
36. ↑  Carrasco Manchado (2009), p. 439.
37. 1 2 3  Rubiera Mata (1969), pp. 110-111.
38. ↑  Rubiera Mata (1969), pp. 111-112.
39. 1 2  Rubiera Mata (1969), p. 114.
40. 1 2  Harvey (1992), p. 168.
41. 1 2 3  O'Callaghan (2011), p. 127.
42. ↑  Harvey (1992), pp. 169-170.
43. ↑  O'Callaghan (2011), pp. 123-124.
44. ↑  O'Callaghan (2011), p. 124.
45. ↑  Arié (1973), pp. 88-89.
46. ↑  Harvey (1992), pp. 169-170, 189.
47. 1 2  Fernández-Puertas (1997), p. 4.
48. ↑  Fernández-Puertas (1997), pp. 4-5.
49. ↑  Arié (1973), pp. 197-198.
50. 1 2  Harvey (1992), p. 166.
51. ↑  Rubiera Mata (1996), p. 186.
«... Salì al trono il fratello uterino, Muhammad III, principe tanto colto quanto crudele, divenuto cieco leggendo di notte.»
52. ↑  Arié (1973), p. 451: A l'instar de leurs prédécesseurs, les Umayyades de Cordoue et les Mulūk al-Ṭawāʾif, les monarques naṣrides favorisèrent les poetes. Muḥammad II etair bon versificateur , aux dires d'Ibn al-Ḫatīb. Lisān al-dīn a reproduit intégralement une qaṣīda composée par Muhammad III. [seguito da una nota a piè di pagina a Lamha, p. 49]. La citazione completa è riportata in Arié (1973), p. 15: al-Lamḥa al-badrīyya fī l-dawlah al-Naṣrīyya, éd. Muḥibb al-din al-Ḫatīb, Le Caire 1347 AH
53. ↑  Ibn al-Khaṭīb (1928-1929), p. 49 (testo in lingua originale):
وقفت على مجموع منه ألَّفه بعض خُدّامه. فمن بعض المطولات
واعدني وعداًء وقد أخلفا أقل شيء في الملاح الوفا
وحال عن عهدي ولم يرعه ما ضرّه لو أنه أنصافا
ما بالها لم تتعطف على صبّ لها ما زال مستعطفا
يستطلع الأنباء من نحوها ويرقب البرق إذا ما هفا
خفيت سقماً عن عيان الورى وبان حبي بعد ما قدخفى
لله كم من ليلة بتُّها أُدير من ذاك اللمى قرقفا
منعتني بالوصل منها وما أخلفت عهداً خفتُ أن يخلفا
ومنها
54. ↑  Ibn al-Khaṭīb (2010), pp. 157-158: Me hizo una promesa y faltó a ella: ¡qué mezquina es la lealtad de las mujeres!
Se desligo de mi pacto y no lo guardó: ¡no lo hubiera roto si hubiera sido justa!
[il resto della traduzione in lingua spagnola è protetto da copyright ed è stato omesso da questa citazione]
55. ↑  Rubiera Mata (1969), pp. 109-110.
56. ↑  Rubiera Mata (1969), p. 110.
57. ↑  Arié (1973), pp. 279-280.
58. ↑  Arié (1973), p. 281.
59. ↑  Arié (1971), p. 909.
60. ↑  Arié (1973), p. 463, nota 4.
61. ↑  Arié (1973), p. 463.
62. ↑  Harvey (1992), p. 165.
63. ↑  Harvey (1992), pp. 171-172.
64. ↑  Harvey (1992), pp. 179-180.
65. ↑  Fernández-Puertas (1997), p. 6.
66. ↑  Fernández-Puertas (1997), pp. 1-2.
67. ↑  Harvey (1992), p. 20.

### Fonti primarie
- (AR) Ibn al-Khaṭīb, Al-Lamḥah al-badrīyah fī al-dawlah al-Naṣrīyah, a cura di Muhibb al-Din al-Khatib, Il Cairo, al-Maṭbaʻah al-Salafīyah, 1928–1929,  p. 49, OCLC 77948896.
- (ES) Ibn al-Khaṭīb, Historia de los reyes de la Alhambra: el resplandor de la luna llena acerca de la dinastía nazaría, traduzione di Emilio Molina López, Università di Granada, 2010, ISBN 978-84-338-5186-4, OCLC 719415854.

### Fonti secondarie
- (EN) Rachel Arié, Ibn Rushayd, in Bernard Lewis, Victor L. Ménage, Charles Pellat e Joseph Schacht, Encyclopaedia of Islam, III: H–Iram, 2ª ed., Leida, E. J. Brill, 1971,  p. 900, OCLC 495469525.
- (FR) Rachel Arié, L'Espagne musulmane au temps des Nasrides (1232–1492), Parigi, E. de Boccard, 1973, OCLC 3207329.
- (ES) Bárbara Boloix Gallardo, Ibn al-Aḥmar: vida y reinado del primer sultán de Granada (1195–1273), Granada, Editorial Universidad de Granada, 2017, ISBN 978-84-338-6079-8.
- (ES) Ana I. Carrasco Manchado, Al-Andalus Nazarí, in Al-Andalus. Historia de España VI, Madrid, Ediciones Istmo, 2009,  pp. 391-485, ISBN 978-84-7090-431-8.
- (EN) Brian A. Catlos, Kingdoms of Faith: A New History of Islamic Spain, Londra, C. Hurst & Co, 2018, ISBN 978-17-87-38003-5.
- (EN) Antonio Fernández-Puertas, The Three Great Sultans of al-Dawla al-Ismā'īliyya al-Naṣriyya Who Built the Fourteenth-Century Alhambra: Ismā'īl I, Yūsuf I, Muḥammad V (713–793/1314–1391), in Journal of the Royal Asiatic Society, vol. 7, n. 1, Londra, aprile 1997,  pp. 1-25, DOI:10.1017/S1356186300008294.
- (EN) Leonard P. Harvey, Islamic Spain, 1250 to 1500, Chicago, University of Chicago Press, ISBN 978-02-26-31962-9.
- (EN) Hugh N. Kennedy, Muslim Spain and Portugal: A Political History of Al-Andalus, Londra e New York, Routledge, 2014, ISBN 978-13-17-87041-8.
- (EN) John Derek Latham e Antonio Fernández-Puertas, Nasrids, in Clifford E. Bosworth, Emeri Johannes van Donzel, Wolfhart P. Heinrichs e Charles Pellat, Encyclopaedia of Islam, VII: Mif–Naz, 2ª ed., Leida, E. J. Brill, 1993,  pp. 1020-1029, ISBN 978-90-04-09419-2.
- (EN) Joseph F. O'Callaghan, The Gibraltar Crusade: Castile and the Battle for the Strait, Philadelphia, University of Pennsylvania Press, 2011, ISBN 978-08-12-20463-6.
- (EN) Joseph F. O'Callaghan, A History of Medieval Spain, Ithaca, Cornell University Press, 2013, ISBN 978-0-8014-6872-8.
- (ES) María Jesús Rubiera Mata, El Du l-Wizaratayn Ibn al-Hakim de Ronda (PDF), in Al-Andalus, vol. 34, Madrid e Granada, Spanish National Research Council, 1969,  pp. 105-121.
- (ES) María Jesús Rubiera Mata, La princesa Fátima Bint Al-Ahmar, la "María de Molina" de la dinastía Nazarí de Granada, in Medievalismo, vol. 6, Murcia e Madrid, Universidad de Murcia and Sociedad Española de Estudios Medievales, 1996,  pp. 183-189, ISSN 1131-8155 (WC · ACNP).
- (ES) Francisco Vidal Castro, Muhammad III, su Diccionario Biográfico electrónico, dbe.rah.es, Real Academia de la Historia.